# Mexicanske Golf
Den Mexicanske Golf er en stor havbugt, der støder op til og næsten er omsluttet af Nordamerika.
Golfens østlige, nordlige og nordvestlige kyster ligger i USA, (mere specifikt staterne Florida, Alabama, Mississippi, Louisiana og Texas); dens sydlige kyster ligger i Mexico (mere specifikt staterne Tamaulipas, Veracruz, Tabasco, Campeche, Yucatán og Quintana Roo); mod sydøst ligger Cuba. Golfen er forbundet med Atlanterhavet via Florida-stræderne mellem USA og Cuba og med det Caribiske Hav via Yucatán-renden mellem Mexico og Cuba.
(Bemærk: I daglig tale i USA betyder udtrykket "Golfkysten" enten den ubrudte kyststrækning fra Cape Sable, Florida til Brownsville, Texas eller den ubrudte kyststrækning fra Cape Sable, Florida til den nordlige spids af Yucatán-halvøen. Ingen af betydningerne medtager Cuba eller øerne Florida Keys.)
Den Mexicanske Golfs samlede areal er omkring 1.600.000 km², hvoraf den sydlige tredjedel ligger i troperne. Golfstrømmen, en varm atlanterhavstrøm og en af de stærkeste havstrømme, man har kendskab til, har sin oprindelse i golfen. Golfen hjemsøges ofte af kraftige atlantiske orkaner, hvoraf nogle har været årsag til mange dødsfald og store ødelæggelser.
Campeche-bugten i Mexico udgør en væsentlig del af den Mexicanske Golf. Desuden er der utallige bugter og mindre fjorde langs golfens forrevne kystlinje. Flere floder har deres udløb i golfen, den mest kendte er Mississippi-floden. Landet og de mange smalle rev, der udgør golfens kyst, er kendetegnet ved at være lavland bestående af marskland og sumpområder, foruden strækninger med sandstrand.
Kontinentalsoklen er ganske bred de fleste steder langs kysten. Ved hjælp af boreplatforme hentes olie op fra den. De fleste platforme befinder sig i den vestlige del af Golfen. En anden vigtig kommerciel aktivitet er fiskeri; der fanges store mængder af forskellige fiskearter, foruden rejer og krabber, og fra mange bugter og sunde hentes østers i stor stil. Andre vigtige industrier langs kysten er shipping, petrokemisk behandling og opbevaring, fremstilling af papir, samt turisme.
Nævneværdige kystbyer er blandt andre Tampa, St. Petersburg, Pensacola i Florida, Mobile i Alabama, New Orleans i Louisiana, Beaumont og Houston i Texas (alle i USA), Veracruz og Mérida (i Mexico) og Havana på Cuba.
Golfens kystområder blev først bosat af indianere fra Amerika, blandt andre fra de højtudviklede kulturer i Mexico.
Under den europæiske opdagelse og kolonisering blev hele området skueplads for stridigheder mellem spaniere, franskmænd og briter. Den nuværende kultur i kystområdet er primært spansk-amerikansk (Mexico, Cuba) og engelsk-amerikansk (USA).

## Navn i USA
Havbugten hedder traditionelt "Gulf of Mexico" på engelsk. I sin valgkampagne op til præsidentvalget i USA 2024 lovede Donald Trump, at han ville omdøbe den til "Gulf of America" (Den Amerikanske Bugt) hvis han vandt valget. Han opfyldte løftet 24. januar 2025 hvor USA's indenrigsministerium udsendte en pressemeddelelse om at bugtens officielle føderale navn i USA er Gulf of America.